# Lý Thiệu
Lý Thiệu (tiếng Trung: 李邵; ? - 225), tự Vĩnh Nam (永南), là quan viên nhà Quý Hán thời Tam Quốc trong lịch sử Trung Quốc.

## Cuộc đời
Lý Thiệu quê ở huyện Thê, quận Quảng Hán, Ích Châu, là em trai của Lý Triều, Lý Mạc. Thiệu tính cách trầm tư, cùng Triều và một người anh em mất sớm đều có tài năng cùng danh vọng, được người đương thời gọi là Lý thị tam long (李氏三龍).
Năm 214, Lưu Bị bình định Tây Xuyên, phong Lý Thiệu giữ chức Ích Châu thư tá bộ tùng sự. Các anh trai của Thiệu cũng ra làm quan.
Năm 223, thừa tướng Gia Cát Lượng khai phủ, tịch Lý Thiệu làm Tây tào duyện. Lúc này, Trường Thủy hiệu úy Liêu Lập vẫn luôn cho rằng bản thân tài năng, danh khí đều không kém Gia Cát Lượng mà địa vị lại thấp hơn, nên nhiều lần tỏ ra oán hận. Một lần, Liêu Lập đàm luận với Lý Thiệu, Tưởng Uyển, rằng: Lưu Bị dùng binh sai cách, hưng sư động chúng nhưng không thu hoạch được gì; Quan Vũ chỉ có dũng danh, không có quân kỷ, mới để Kinh Châu bị đoạt; các đại thần đương triều Hướng Lãng, Văn Cung, Quách Du Chi đều là hạng người bình phàm, căn bản không thể giao cho trọng trách; Vương Liên sưu cao thuế nặng, bòn rút tiền tài của bá tánh. Thiệu, Uyển nghe xong, đem lời của Lập truyền đạt lại cho Gia Cát Lượng. Lượng liền dâng biểu phế Liêu Lập làm thứ dân, đày ra Vấn Sơn.
Năm 225, thừa tướng Gia Cát Lượng nam chinh, phong Thiệu làm Trị trung tùng sự, mất khi đương chức.

## Trong văn hóa
Lý Thiệu không xuất hiện trong tiểu thuyết Tam quốc diễn nghĩa của La Quán Trung.